# Bañuelos (Espagne)
Pour les articles homonymes, voir Bañuelos.
Bañuelos est une commune d'Espagne de la province de Guadalajara dans la communauté autonome de Castille-La Manche.